# Кутзее, Джон Максвелл
Джон Ма́ксвелл Кутзе́е, часто Дж. М. Кутзее, правильнее  Кутси́ (англ. John Maxwell Coetzee, род. 9 февраля 1940 года, Кейптаун, ЮАС) — южноафриканский писатель, литературовед, критик, лингвист. Первый писатель, дважды удостоившийся Букеровской премии (в 1983 году за роман «Жизнь и время Михаэла К.» и в 1999 году за роман «Бесчестье»). Лауреат Нобелевской премии по литературе 2003 года.

## Биография
Джон Максвелл Кутзее родился 9 февраля 1940 года в Кейптауне (Капская провинция, ЮАС) в семье англоязычных африканеров. Его отец, Захарис Кутзее, был юристом и госслужащим, а мать, Вера Кутзее, работала учителем. Свои молодые годы писатель провёл в Кейптауне. Когда автору было 8 лет, его семья переехала в предместье Кейптауна после того, как его отец потерял работу.
Кутзее окончил католическую школу, а позднее изучал математику и английский в университете Кейптауна и получил в 1961 году красный диплом бакалавра по математике и английскому языку. В 1963 году окончил магистратуру Кейптаунского университета.
В 1962 году Кутзее переехал в Лондон, где работал программистом в компании IBM.
Кутзее женился на Филиппе Юбер в 1963 году, но развёлся с нею в 1980 году. У них родились сын Николас (1966) и дочка Гизела (1968). Николас умер в 23 года в результате несчастного случая.
В конце 1960-х годов Кутзее отправляется в США, где изучает программирование и литературу. В 1969 году он защищает диссертацию по творчеству Сэмюэла Беккета в Университете Техаса; получает специальность «структурная лингвистика». Затем в течение двух лет преподаёт английский язык и литературу в Нью-Йорке. В 1971 году Кутзее из-за своего участия в протестах против Войны во Вьетнаме получает отказ в виде на жительство в США и возвращается на родину в ЮАР, где занимает должность профессора английской литературы в Кейптаунском университете до 2002 года.
В 2002 году, когда писатель вышел на пенсию, он эмигрировал из ЮАР в Австралию, в город Аделаида, где он стал почётным профессором Аделаидского университета, а 6 марта 2006 года он получил австралийское гражданство. Он также являлся профессором в комитете по исследованию общественного мнения в Университете Чикаго до 2003 года. Первый писатель, дважды удостоившийся Букеровской премии (в 1983 году за роман «Жизнь и время Михаэла К.» и в 1999 году за роман «Бесчестье»). Лауреат Нобелевской премии по литературе 2003 года. Согласно заявлению академии: «романам Кутзее присущи хорошо продуманная композиция, богатые диалоги и аналитическое мастерство. Однако одновременно он въедливый скептик, безжалостный в своей критике жестокого рационализма и искусственной морали западной цивилизации».
Кутзее активно выступал против политики апартеида, а в 2005 году раскритиковал новые антитеррористические законы, считая их не лучшими, чем законы при режиме апартеида. Автор также выступает за права животных и сам вегетарианец.
В 2011 году Исследовательский центр Гарри Рэнсома при Техасском университете выкупил за $ 1,5 миллиона личный архив Кутзее, охватывающий 50 лет личной жизни и карьеры писателя.

## Творчество
Кутзее позиционирует себя как представитель восточной литературы, а также как южноафриканский писатель. Его романы отображают такие проблемы, как расизм, этническое и социальное неравенство, жестокость, нигилизм и паранойя. Причём автор не соотносит все эти проблемы с конкретным режимом власти. Как правило, Кутзее не называет страны, в которой разворачиваются события его произведений, хотя нетрудно догадаться, что события эти происходят в Южной Африке. Так или иначе, проблемы социального плана автор описывает аллегориями.
Свой первый роман «Сумеречная земля» Кутзее публикует в 1974 году.
В романе «В сердце страны» (1977) описывается история отчуждения и одиночества героини, безропотно служащей своему престарелому овдовевшему отцу и постепенно теряющейся на перепутье между реальным и воображаемым мирами. Психическому распаду старой девы способствует та внешняя среда (безлюдный африканский вельд), что является не только формальным, но и внутренним, душевным вакуумом, образовавшимся «в сердце страны». Потому категория центра как точки опоры теряет свой смысл.
Роман «В ожидании варваров» (1980) повествует о небольшом пограничном городке, что располагается на окраинах безымянной Империи, а также о чиновнике, временном управителе этого поселения, с незаурядными интересами, который влюбляется в пленную, дикарку из степи, которую оставили свои же из-за переломов, он делает её своей наложницей и прислугой — на фоне противостояния Империи и варваров.
В «Жизни и времени Михаэла К.» создаётся портрет человека, который не может ужиться с обществом в стране, где идёт гражданская война. Главный герой с кафкианскими чертами предстаёт в образе садовника, весь смысл жизни которого «сохранять сады». Михаэл постоянно пытается вернуться домой, вернуться «к истокам», обойдя при этом вездесущий аппарат власти, напоминающий собой «Замок» Франца Кафки.
В романе «Бесчестье» (1999) описывается южноафриканское общество в период после апартеида, отсутствие порядка и, как следствие, жестокость. Это зрелая работа писателя, которая принесла ему мировую известность.
После ряда автобиографических произведений автор написал роман «Детство Иисуса» (2013), в котором возвращается к характерному символизму с чертами постмодернизма. В этом романе с иронией развенчивается традиционный миф о семье Иисуса. Повествование начинается с явления мальчика, который находится в поисках приёмной матери в неизвестной испаноязычной стране, пережившей некую глобальную катастрофу.

## Деятельность по защите животных
Кутзее также известен критикой жестокого обращения с животными и поддержкой движения за права животных.
Эта проблематика в частности находит отражение в его романах «Бесчестье», The Lives of Animals и Elizabeth Costello.
На выборах в Европарламент 2014 года собирался выставить свою кандидатуру от голландской Партии защиты животных, однако избирательная комиссия отказала ему в выдвижении.
Согласно данным Международного вегетарианского союза, писатель является вегетарианцем.

### Художественные произведения
- Сумеречная земля / Dusklands (1974, рус. перевод 2005)
- В сердце страны / In the Heart of the Country (1977, рус. перевод 2005)
- В ожидании варваров / Waiting for the Barbarians (1980, рус. перевод А. Михалёва, 1989)
- Жизнь и время Михаэла К. / Life & Times of Michael K (1983, рус. перевод А. Михалёва, 1989)
- Мистер Фо / Foe (1986, рус. перевод 2004)
- Железный век / Age of Iron (1990, рус. перевод 2005)
- Осень в Петербурге / The Master of Petersburg (1994, рус. перевод 1999) — роман о Ф. М. Достоевском
- Бесчестье / Disgrace (1999, рус. перевод 2001)
- Элизабет Костелло / Elizabeth Costello (2003, рус. перевод 2004)
- Медленный человек / Slow Man (2005, рус. перевод 2006)
- Дневник плохого года / Diary of a Bad Year (2007, рус. перевод 2011)
- Детство Иисуса / The Childhood of Jesus (2013, рус. перевод 2015)
- Школьные годы Иисуса / The Schooldays of Jesus  (2016, рус. перевод 2017)
- Смерть Иисуса / The Death of Jesus  (2019, рус. перевод 2021)
- Поляк / The Pole (2023, рус. перевод 2023)

### Художественнаяавтобиография
- Сцены из провинциальной жизни / Scenes from Provincial Life (2011, рус. перевод Е. Фрадкиной 2015):
  - англ. Boyhood: Scenes from Provincial Life (1997)
  - англ. Youth: Scenes from Provincial Life II (2002, рус. перевод С. Ильина 2005[15])
  - англ. Summertime (2009)

### Эссеистика (non-fiction)
- White Writing: On the Culture of Letters in South Africa (1988)
- Doubling the Point: Essays and Interviews (1992)
- Giving Offense: Essays on Censorship (1996)
- Stranger Shores: Literary Essays, 1986—1999 (2002)
- Inner Workings: Literary Essays, 2000—2005 (2007)
- Late Essays: 2006—2017 (London: Harvill Secker, 2017; по-русски вышли под названием «Толстой, Беккет, Флобер и другие: 23 очерка о мировой литературе». М.: Эксмо, 2019; пер. Шаши Мартыновой)

### Переводы
- «A Posthumous Confession» Марселя Эманта (Marcellus Emants) (Boston: Twayne, 1976 и London: Quartet, 1986)
- «The Expedition to the Baobab Tree» Вильмы Стокенстрём (Wilma Stockenström) (Johannesburg: Jonathan Ball, 1983 и London: Faber, 1984)
- «Landscape with Rowers: Poetry from the Netherlands» (2004)

### Предисловия
- Предисловие к роману «Робинзон Крузо» Даниэля Дефо (Oxford World’s Classics)
- Предисловие к роману «Брайтонский леденец» Грэма Грина (Penguin Classics)
- Предисловие к роману «Между небом и землёй» Сола Беллоу (Penguin Classics)
- Предисловие к сборнику «Landscape with Rowers: Poetry from the Netherlands» (2004)

### Книжные рецензии
- «The Making of Samuel Beckett» // The New York Review of Books. 30 April 2009. No. 56(7): 13-16 ().

рецензия на книгу: Martha Dow Fehsenfeld and Lois More Overbeck (eds) (2009). The Letters of Samuel Beckett, Volume 1: 1929—1940. Cambridge University Press.

## Фильмография
По трём книгам Дж. М. Кутзее сняты художественные фильмы:
- 1985 — «Пыль» / Dust (режиссёр Марион Хенсель) — по роману «В сердце страны»;
- 2008 — «Бесчестье» / Disgrace (режиссёр Стив Джейкобс) — по одноимённому роману;
- 2019 — «В ожидании варваров» / Waiting for the Barbarians (режиссёр Сиро Герра) — по одноимённому роману.

## Признание и награды
Лауреат Иерусалимской премии (1987). Первый писатель, дважды удостоившийся Букеровской премии (в 1983 году за роман «Жизнь и время Михаэла К.» и в 1999 году за роман «Бесчестье»).
- 2003 — лауреат Нобелевской премии по литературе : «Романам Кутзее присущи хорошо продуманная композиция, богатые диалоги и аналитическое мастерство. В то же самое время он подвергает всё сомнению, подвергает беспощадной критике жестокий рационализм и искусственную мораль западной цивилизации. Он интеллектуально честен и занимается проблемами различения правильного и неправильного, мук выбора, действия и бездействия».